# پوشش قالب اسلات

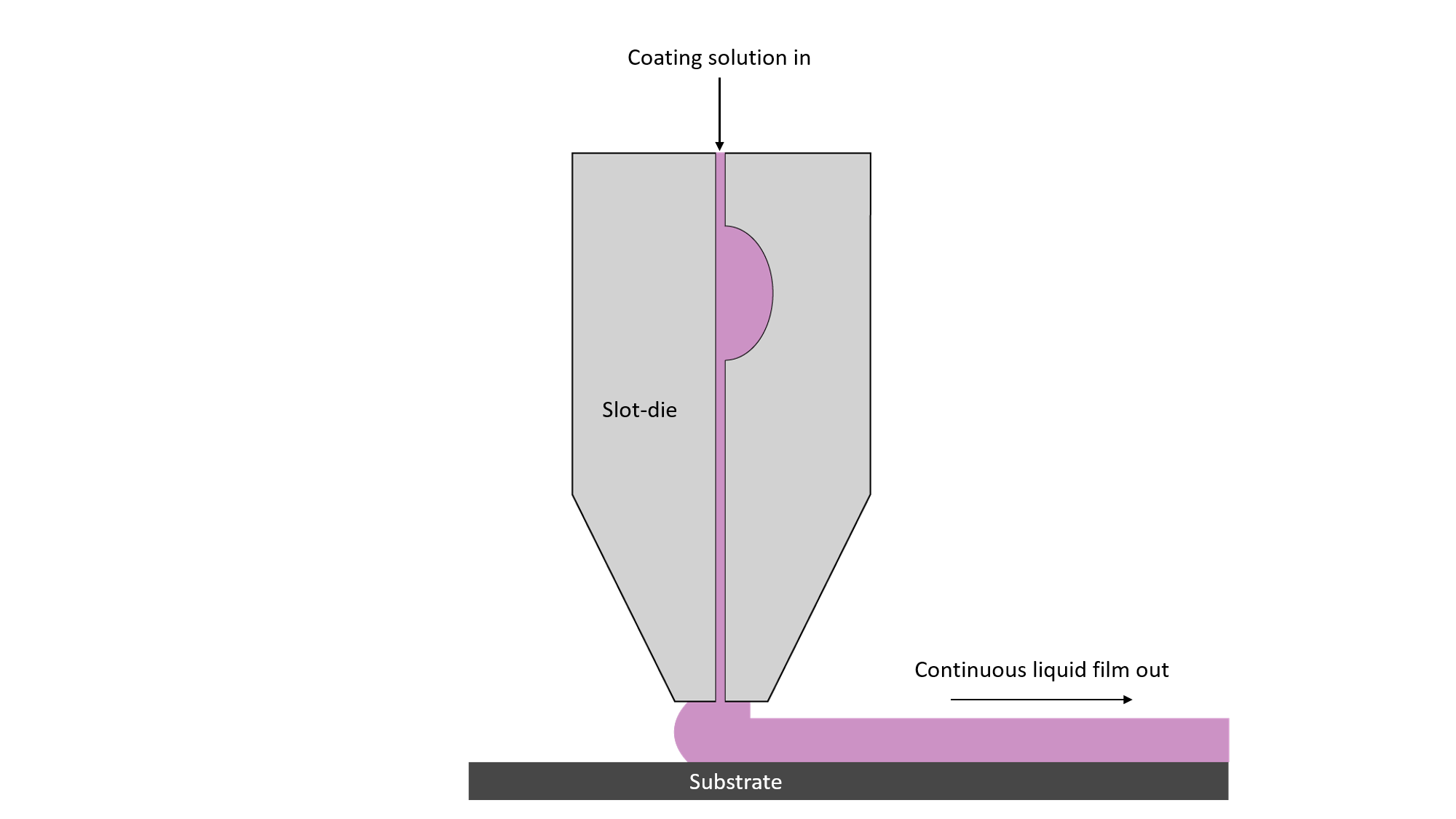
شماتیک مقطعی ساده از روند پوشش قالب اسلات.

پوشش قالب اسلات یک روش پوششی برای استفاده از محلول ، دوغاب ، و یا اکسترود فیلم های نازک بر روی سطح صافی مانند شیشه، فلز، کاغذ، پارچه یا فویل های پلاستیکی است. این فرایند برای اولین بار برای تولید صنعتی فیلم های عکاسی در دهه 1950 ایجاد شد.  از آن زمان در بسیاری از فرایندهای تجاری و زمینه های تحقیقاتی مربوط به نانومواد مطرح شده است.      
پوشش قالب اسلات از طریق پردازش محلول ، فیلمهای نازک را تولید می کند.  مواد پوششی موردنظر معمولاً به صورت سوسپانسیون (معلق) و یا حل نشده در محلول و دوغاب اولیه وجود دارند (که بعضاً به آن جوهر می گویند) و از طریق یک سرپوش دقیق که به عنوان شکاف اسلات شناخته می شود ، روی سطح اعمال می شود. شکاف اسلات دارای یک خروجی با نسبت ابعاد بالا است که می تواند انتقال نهایی مایع پوششی را به زیرلایه کنترل کند. این کار، منجر به تولید مداوم یک لایه وسیع از مواد پوششی اعمال شده بر روی بستر می شود که عرض آن قابل تنظیم است و به ابعاد خروجی شکاف قالب بستگی دارد. با کنترل دقیق میزان رسوب محلول و سرعت نسبی سطح ، پوشش قالب اسلات، پوششی نازک را برای مواد با ضخامت های قابل کنترل در محدوده 10 نانومتر تا 100 میکرومتر پس از تبخیر حلال پیش ساز(دوغاب) فراهم می کند. 
از مزایای معمول فرایند پوشش قالب اسلات می توان به کنترل ضخامت آن که از پیش اندازه گیری شده ، مکانیسم پوشش غیر تماسی ، بازده مواد بالا ، مقیاس پذیری نواحی تحت پوشش و سرعت جریان اشاره نمود. این فرایند همچنین اجازه می دهد تا طیف وسیعی از ویژگی های ضخامت لایه و محلول اولیه مانند انتخاب مواد ، ویسکوزیته و محتوای جامدات فراهم شود.     اشکالاتی که معمولاً در فرایند پوشش  قالب اسلات ذکر می شود شامل پیچیدگی نسبتاً بالای دستگاه و بهینه نبودن فرایند نسبت به تکنیک های مشابه پوششی مانند پوشش تیغه ای و پوشش دورانی است. 

## دستگاه پوشش

### اجزای رایج

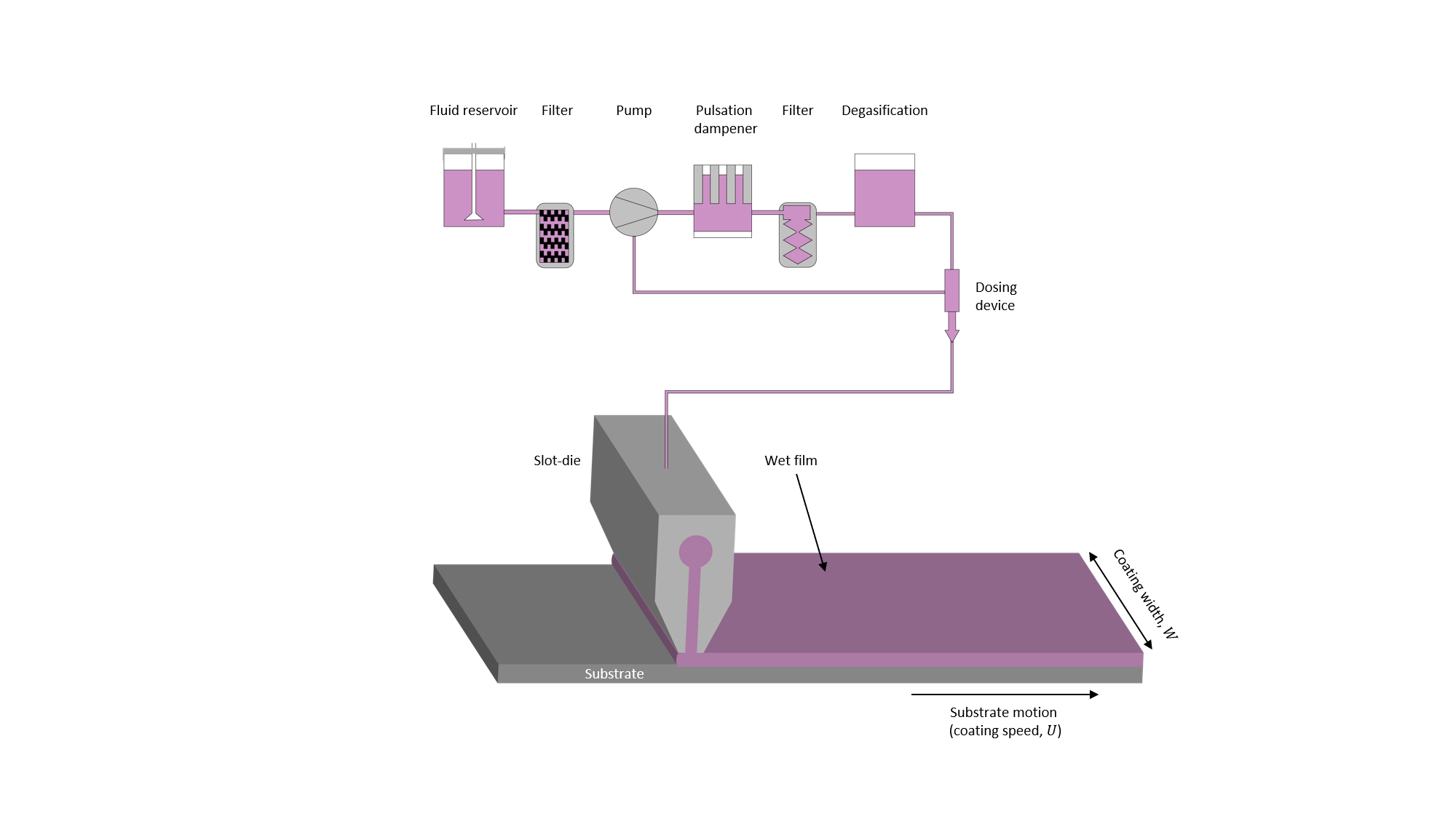
شماتیک یک سیستم پوشش قالب اسلات معمولی.

تجهیزات پوشش اسلات با تنظیمات مختلف و فاکتورهای مختلف موجود است. با این حال ، اکثریت قریب به اتفاق فرایندهای اسلات توسط مجموعه مشابهی از اجزای اصلی مشترک هدایت می شوند. که این اجزا شامل:
- مخزن مایعات برای ذخیره کردن منبع  مایع پوششی اصلی در سیستم
- یک پمپ برای هدایت مایع پوششی از طریق سیستم
- یک شکاف در قالب برای توزیع مایع پوششی در عرض سطح مورد نظر قبل از پوشش روی لایه
- یک سیستم نصب شده بر روی سطح برای پشتیبانی از آن به صورت کنترل شده هنگام حرکت در سیستم
- یک سیستم  برای هدایت سرعت نسبی شکاف و سطح به صورت کنترل شده در طول پوشش

بسته به پیچیدگی دستگاه پوشش ، یک سیستم پوشش اسلات ممکن است شامل ماژول های اضافی برای موقعیت دقیق شکاف قالب روی لایه ، فیلتر ذرات محلول پوشش ، پیش تصفیه سطح (به عنوان مثال تمیز کردن و اصلاح انرژی سطح ) ، و مراحل پس از پردازش (به عنوان مثال خشک کردن ، پخت ، تاریخ زدن ، چاپ ، برش ، و غیره )  

### سیستم های پوشش صنعتی

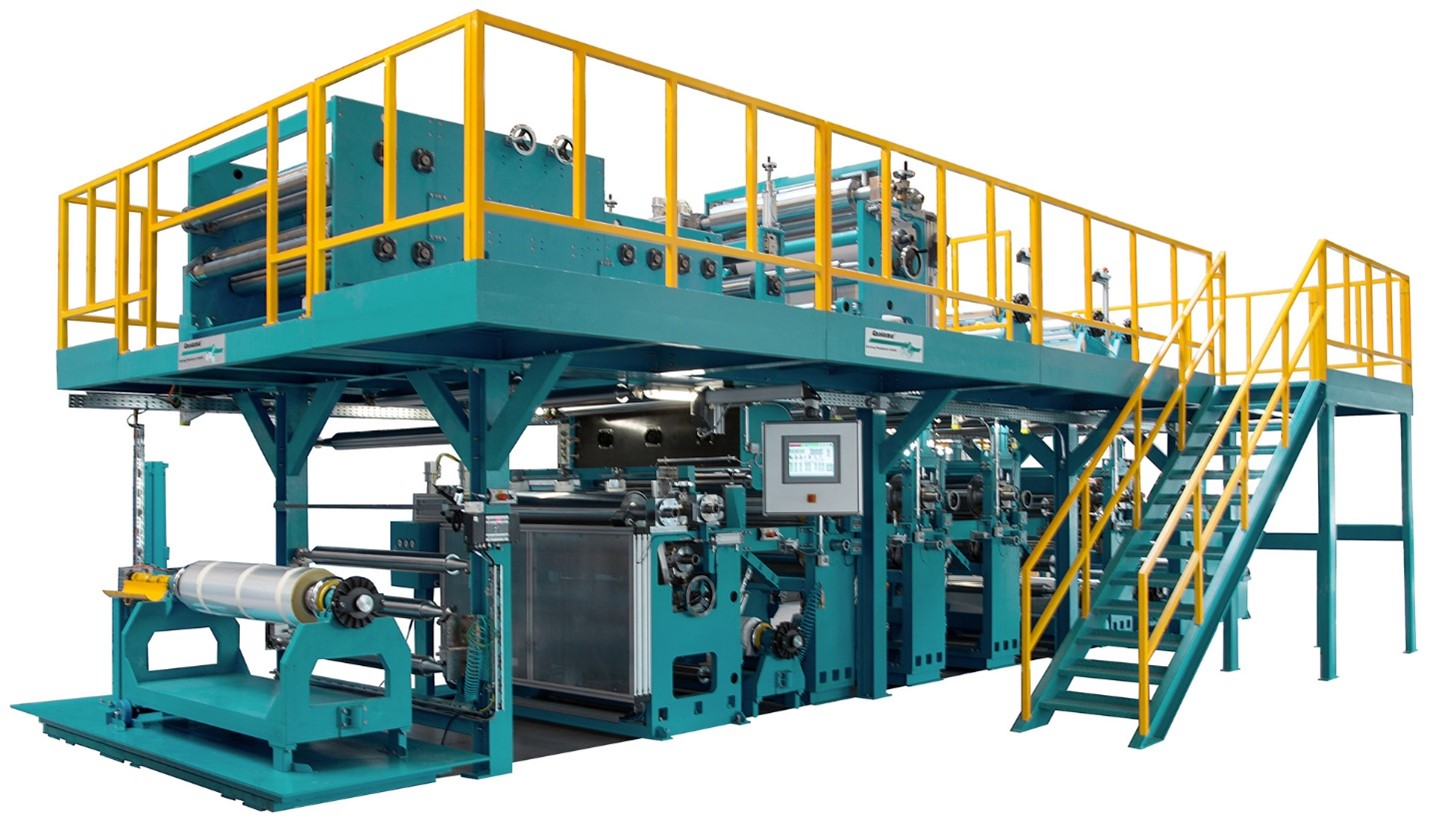
یک خط معمول صنعتی غلتک به غلتک.

پوشش قالب اسلات در اصل برای مصارف صنعتی تولید شده است و همچنان بر اساس مقیاس تولید، استفاده می شود. این امر به دلیل پتانسیل آن در تولید مقیاس وسیعی فیلمهای نازک و پوششهایی با ارزش بالا و هزینه عملیاتی کم از طریق ادغام خط غلتک به غلتک و ورق به ورق است. این سیستم های رول به رول و ورق به ورق برای تولید در مقیاسی بزرگ و مشابه هستند ، اما با سختی فیزیکی سطوحی که تحمل می کنند از یکدیگر متمایز می شوند. سیستم های رول به رول برای پوشش دادن و اعمال به سطوحی انعطاف پذیر مانند کاغذ ، پارچه ، پلاستیک یا ورق های فلزی طراحی شده اند. برعکس ، سیستم های ورق به ورق برای پوشش دادن و اعمال ورق های زیرانداز سفت و سخت مانند شیشه ، فلز یا پلکسی گلاس طراحی شده اند.  ترکیب این سیستم ها از جمله خطوط رول به ورق نیز امکان پذیر است.
هر دو سیستم رول به رول صنعتی و ورق به ورق معمولاً دارای پوشش قالبی در بازه  300 تا 1000 میلی متر هستند ، هرچند که تا عرض 4000 میلی متر نیز گزارش شده است. ادعا می شود که سیستم های اسلات تجاری با سرعت حداکثر چند صد متر مربع در دقیقه،  با سیستم های رول به رول که به دلیل کاهش پیچیدگی در استفاده از سطح ، توان عملیاتی بالاتری دارند، کار می کنند. این سیستم های پوشش دهی در مقیاس بزرگ را می توان با توجه به نیاز فرایند ، توسط انواع راه حل های پمپاژ صنعتی از جمله پمپ های دنده ای ، پمپ های حفره ای پیشرو ، گلدان های فشار و پمپ های دیافراگمی هدایت کرد. 
برای اداره سطوح انعطاف پذیر ، خطوط رول به رول معمولاً از یک سری غلتک برای هدایت مداوم سطح از طریق ایستگاههای مختلف خط فرایند استفاده می کنند. پوشش قالب اسلات اغلب فقط یک مرحله از یک روند کلی رول به رول را شامل می شود. شکاف قالب معمولاً در یک موقعیت ثابت روی خط رول به رول نصب می شود و با عبور سطح ، مایع پوششی را به طور مداوم یا مبتنی بر پچ روی آن پخش می کند. از آنجا که سطح به طور همزمان تمام ایستگاه های خط رول به رول را در بر می گیرد ، فرایندهای منفرد در این ایستگاه ها بسیار بهم پیوسته اند و باید بهینه شوند تا همزمان با یکدیگر با سرعت وب یکسان کار کنند.
سطوح سفت و سختی که در سیستم های ورق به ورق به کار رفته اند با روش پردازش رول به رول سازگار نیستند. سیستمهای ورق به ورق در عوض به یک سیستم مبتنی بر دندانه ها متکی هستند تا ورقهای جداگانه را بین ایستگاههای مختلف یک خط فرایند انتقال دهند ، جایی که انتقال بین ایستگاهها ممکن است به صورت دستی یا خودکار انجام شود. بنابراین خطوط ورق به ورق بیشتر شبیه یک سری عملیات دسته ای نیمه جفت هستند تا یک فرایند مداوم. این اجازه می دهد تا برای بهینه سازی آسان تر عملیات واحد واحد در هزینه افزایش احتمال پیچیدگی مدیریت و کاهش توان تولید.   علاوه بر این ، نیاز به شروع و متوقف کردن روند پوشش اسلات برای هر ورق بستر ، الزامات تحمل بیشتری را روی یکنواختی لبه پیشرو و انتهایی مرحله شکاف - قالب قرار می دهد. در خطوط ورق به صفحه ، سطح ممکن است در جای خود ثابت شود زیرا لایه از زیر روی یک بستر نگهدارنده متحرک عبور می کند (که بعضاً به آن "چاک" گفته می شود). متناوباً ، شکاف قالب ممکن است در حین پوشش حرکت کند در حالی که بستر در جای خود ثابت است.

## کنترل کیفیت فیلم
همانند تمام روشهای پوشش پردازش شده با محلول ، کیفیت نهایی یک فیلم نازک که از طریق پوشش اسلات تولید می شود به پارامترهای داخلی و خارجی خود شکاف بستگی دارد. این پارامترها را می توان به طور کلی در:
- آثار شکاف پوشش و تعیین ثبات انتقال مایع بین شکاف قالب و سطح
- اثرات فرایند پایین دست ، تعیین رفتار مایع پوشش روی سطح بستر پس از خروج از منفذ
- اثرات خارجی شامل: تعیین درجه ای که دستگاه پوشش قادر به ارائه فرایند ایده‌آل پوششی است که با مکانیزم پوشش قبل از اندازه گیری شکاف قالب و پنجره پوشش یک فرایند مشخص مشخص می شود

### پارامترهای پنجره پوشش
در شرایط ایده‌آل ، پتانسیل دستیابی به یک فیلم بدون نقص از طریق اسلاتکاملاً تحت پوشش پنجره پوشش یک فرایند داده شده است. پنجره پوشش یک نقشه چند متغیره از پارامترهای کلیدی فرایند است شامل توصیف دامنه ای که می توان آنها را با هم اعمال کرد تا به یک فیلم بدون نقص برسد. درک رفتار پنجره پوشش از یک فرایند متداول شکاف ، اپراتورها را قادر می سازد تا نقص در یک لایه پوشش داده شده در اسلات را مشاهده کنند و بصورت مستقیم  برای حل نقص اقدامی را تعیین کنند. پارامترهای کلیدی فرایند مورد استفاده برای تعریف پنجره پوشش معمولاً شامل موارد زیر است:
- نسبت ارتفاع شکاف اسلات به ضخامت فیلم مرطوب ( {\displaystyle H_{0}/t_{wet}} )
- میزان نرخ پمپ حجمی ( {\displaystyle Q} )
- سرعت پوشش یا سرعت نسبی سطح ( {\displaystyle U} )
- تعداد مویرگی مایع پوشش ( {\displaystyle Ca} )
- اختلاف فشار در سطح بالادست و پایین دست مینیسک ( {\displaystyle \Delta P} )

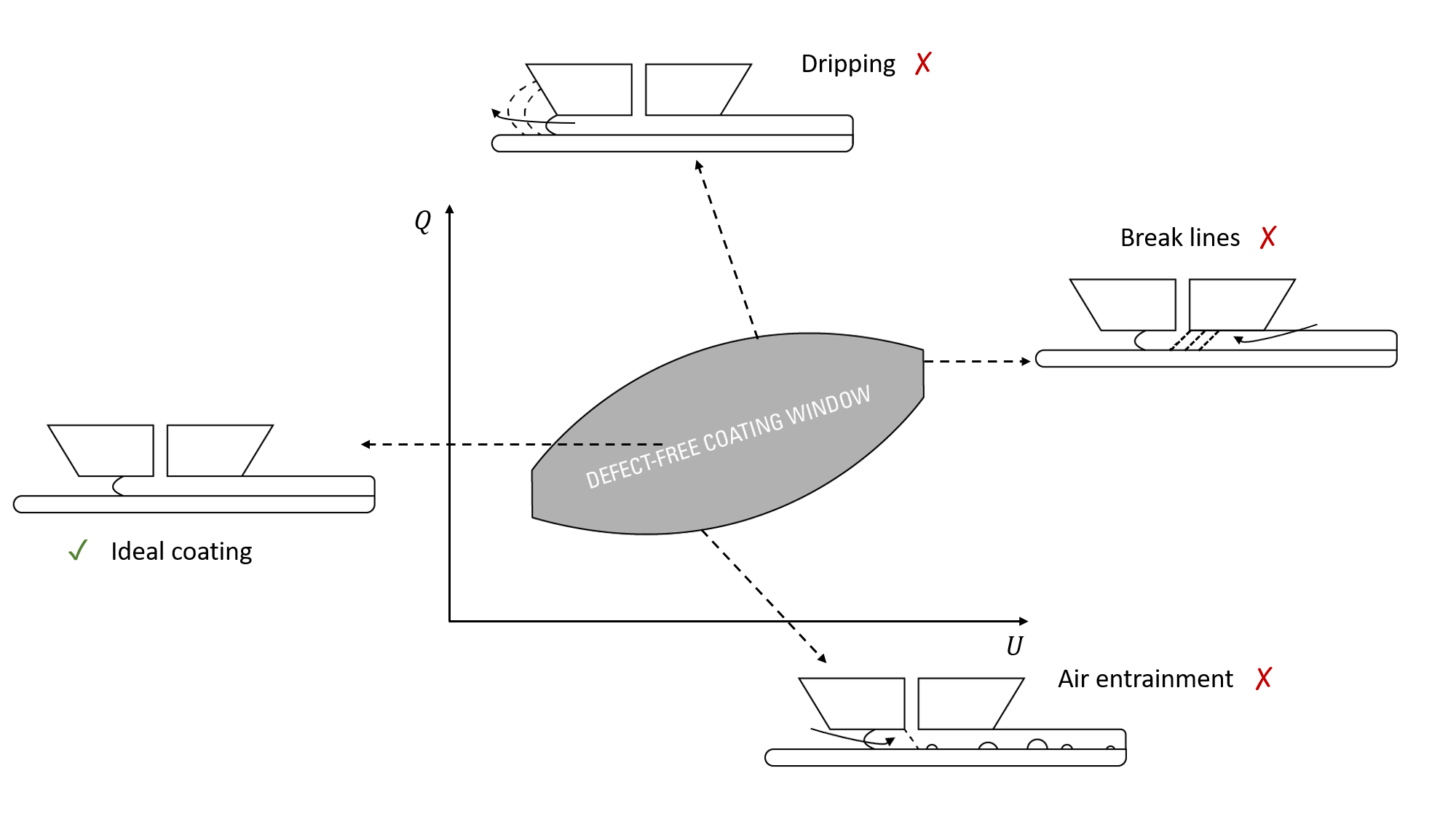
نمایشی از پنجره ایده‌آل پوشش برای یک فرایند پوشش داده شده در قالب اسلات ، طراحی شده در سطح سرعت پمپ در مقابل سرعت پوشش.

پنجره پوشش را می توان با رسم دو پارامتر کلیدی در برابر یکدیگر در حالی که فرض بر این است که بقیه ثابت است ، تجسم کرد. در یک نمایش ساده اولیه ، می توان پنجره پوشش را با ترسیم رابطه بین سرعت پمپ مناسب و سرعت پوشش برای یک فرایند مشخص ، توصیف کرد.  پمپاژ بیش از حد یا سرعت ناکافی پوشش منجر به ناقص ریختن مایع پوششی در خارج از منطقه پوشش مورد نظر می شود ، در حالی که پوشش خیلی سریع یا پمپاژ ناکافی منجر به شکستن نقص در مینیسک می شود. بنابراین سرعت پمپ و سرعت پوشش را می توان به طور مستقیم برای جبران این نقص ها تنظیم کرد ، اگرچه تغییر این پارامترها از طریق مکانیسم پوشش پیش اندازه گیری شده بر ضخامت فیلم مرطوب نیز تأثیر می گذارد. همچنین در این رابطه تأثیر پارامتر ارتفاع شکاف اسلات موجود است ، زیرا این مسئله بر فاصله کشیده شدن منیسک در حالی که در طول پوشش ثابت است ، تأثیر می گذارد. بنابراین بالاتر بردن شکاف اسلات می تواند با کشش بیشتر منیسک ، نقص ریختن را خنثی کند ، در حالی که پایین آوردن شکاف ، می تواند با کاهش شکافی که منیسک باید شکسته شود ، نقایص خطی و شکستگی را خنثی کند. سایر طرحهای مفید پنجره پوشش برای در نظر گرفتن عبارتند از: رابطه بین تعداد مویرگی سیال و ارتفاع شکاف ،  و همچنین رابطه بین فشار در سراسر منیسک و ارتفاع شکاف.  اولی به ویژه هنگام بررسی تغییر در ویسکوزیته سیال و کشش سطحی (به عنوان مثال اثر پوشش مواد مختلف با رئولوژی قابل توجهی متفاوت) مربوط است ، در حالی که مورد دوم در زمینه استفاده از یک جعبه خلا در سطح بالادست مینیسک برای تثبیت وجود دارد. 